# I Remember
I Remember ist ein Lied des kanadischen Discjockeys und Musikproduzenten Deadmau5 (Joel Thomas Zimmermann) und des US-amerikanischen DJ Kaskade, das auf Deadmau5s fünftem Album „Random Album Title“ enthalten ist. Das Album erhielt 2009 die Auszeichnung „Dance Recording of the Year“ und „Juno Dance Recording of the Year“. Die Singstimme zu I Remember wird von Haley Gibby beigetragen. Das Lied wird in den 2010 erschienenen Videospielen GoldenEye 007 und DJ Hero 2 verwendet.

## CD
Die Vorderseite des Covers weist eine Zeichnung einer blau unterlegten Landschaft auf. In der Mitte ist ein Weg hervorgehoben, auf dem zwei dunkelblaue Gestalten zu sehen sind. Die Gestalten werfen einen grauen Schatten auf den Weg. Rechts neben dem Weg ist ein Baum zu sehen, der ebenfalls einen Schatten auf den Boden wirft. Links von dem Weg ist ein Busch gezeichnet. Auch er wirft einen hellgrauen Schatten auf den Boden. Über dem Busch steht in weißer verschnörkelter Schrift „I Remember“, welches der Titel des Liedes von der EP ist. Über der Schrift ist ein dunkelblauer Himmel, der mit einem kleinen Mond geschmückt ist. Auf der Rückseite des Covers kann man das schwarze Logo, den „Mau5head“ von dem Artisten Deadmau5, sehen, welches auf einem weißen Hintergrund liegt. Die CD selbst ist weiß und mit dem Kopf des DJs Deadmau5 beklebt.

## Lied
Das Lied „I Remember“ stammt aus dem Genre des Progressive House. Progressive House ist in einem 4/4-Takt geschrieben, weist mehrere Melodieelemente sowie Flächen auf und wird von Bassdrums getrieben. Ein wesentliches Merkmal des Progressive House ist der Lead-Synthesizer, welcher an ein Zupfinstrument erinnert. Oft sind auch Vocals eingebaut und es werden zufällige Soundeffekte (Extraclaps, Snare usw.) eingestreut. Das Lied hat eine Länge von 9 Minuten und 54 Sekunden, welche typisch für Progressive House ist (meistens 7–10 Minuten). Das Tempo des Liedes ist 128bpm, was ebenfalls typisch für das Genre ist.
In dem Lied singt eine Frau darüber, wie sie sich an eine Zeit oder eine Nacht mit einer Person erinnert. Sie schildert, wie sie die ganze Nacht zusammen waren und sich bis ins Morgengrauen wach hielten.

## Rezeption

### Chartplatzierungen
Im Vereinigten Königreich erreicht die Single Platz 14 der britischen Charts und konnte sich 20 Wochen in den Charts halten. Das Lied erhielt eine Silberne Schallplatte von der British Phonographic Industry (BPI) für 200.000 verkaufte Einheiten.
| ChartsChartplatzierungen     | Höchstplatzierung | Wochen |
| ---------------------------- | ----------------- | ------ |
| Vereinigtes Königreich (OCC) | 14 (20 Wo.)       | 20     |

### Auszeichnungen für Musikverkäufe
| Land/Region                  | Auszeichnungen für Musikverkäufe (Land/Region, Auszeichnung, Verkäufe) | Verkäufe |
| ---------------------------- | ---------------------------------------------------------------------- | -------- |
| Kanada (MC)                  | Gold                                                                   | 40.000   |
| Vereinigtes Königreich (BPI) | Platin                                                                 | 600.000  |
| Insgesamt                    | 1× Gold · 1× Platin ·                                                  | 640.000  |